# Gerhard Gosen
Gerhard Gosen, född 1932 och död 1969, var en nederländsk budopionjär som hade stor betydelse för den spirande träningen inom flera olika budoarter i 1950-60-talets Stockholm. Han var först i Sverige både med karate och aikido. I judo var han graderad till tredje dan.
Gosen började träna judo 1949 i Nederländerna, och fick i sitt hemland första dangraden, svart bälte, vilket på den tiden var något mycket ovanligt i Sverige.  Sedan Gosen flyttat till Sverige började han 1956, med hjälp av Jaques Rigollet att undervisa i judo, jiu jitsu och även i karate. Han drev sin verksamhet som ett företag under namnet Stockholms Judo- och Jiujitsuskola. På Lorensbergs Cirkus, Göteborg, arrangerades 1959 "SM" med ett tjugotal deltagare. Segrare i Danklassen blev Gerhard Gosen, Stockholm (källa: Lars Österlund). Med tiden började allt fler utövare starta egna klubbar, bildade som ideella föreningar, Svenska Judoklubben 1957, Stockholms Judoklubb 1960, Stockholms Karateklubb 1963 och Budokwai Stockholm 1964, mera likt vanligt svensk föreningsliv, och Gosens affärsverksamhet konkurrerades ut.
Svensk aikido såg sin födelse i Gosens träning, då han och hans elev Jan Hermansson 1961 började experimentera med aikidotekniker med hjälp av böcker och filmer. Ytterligare en av hans elever Jan Beime, låg bakom grundandet av Sveriges äldsta ännu existerande aikidoklubb Stockholm Aikikai.